# 奥德土邦
奥德土邦（Oudh State），又称阿瓦德土邦（Awadh State），是印度历史上阿瓦德地区的一个土邦，首都位于法扎巴德。其名字“奥德”来源于阿约提亚。
奥德土邦于1732年由穆斯林萨阿达·阿里汗一世建立(祖先來自伊朗)。1801年起，成为英国东印度公司治下的土邦。东印度公司派驻的专员驻扎在勒克瑙，因此勒克瑙也被视为首都。奥德土邦的君主是最富有的王公之一。
1856年1月，印度总督达尔豪斯侯爵认为王公瓦吉德·阿里·沙生活堕落、施政紊乱，胁迫他退位，将奥德土邦兼并，并将其流放到加尔各答。1858年5月，印度民族起义爆发，瓦吉德的妃子哈兹拉·马哈尔夫人拥立儿子比尔吉斯·卡德拉为王公，自任摄政。叛乱失败后，奥德土邦被废除，并入西北诸省。
1970年代，有一位名叫Begum Wilayat Mahal的女性自称是瓦吉德·阿里·沙的后代，被印度政府安置在Malcha Mahal。她自称女王，她的儿女Ali "Cyrus" Raza、Sakina Mahal分别自称王子和公主。这个所谓“奥德王室”的真实性长期受到质疑，2019年11月22日，美国《纽约时报》记者Ellen Barry刊文揭露他们根本就没有王室血统。